# Religion des îles Ryūkyū
 (septembre 2022).
Si vous disposez d'ouvrages ou d'articles de référence ou si vous connaissez des sites web de qualité traitant du thème abordé ici, merci de compléter l'article en donnant les références utiles à sa vérifiabilité et en les liant à la section « Notes et références ».
La religion des îles Ryūkyū (琉球神道) (okinawaïen : rūchū shintō ; japonais : ryūkyū shintō ; litt. « la voie du divin des îles Ryūkyū ») est un ensemble des croyances originaires des îles Ryūkyū parfois reconnues comme religion. Elles se rapprochent de diverses pratiques de l'île de Kyūshū et du sud de la Corée mélangeant le polythéisme et l'animisme.

## Histoire
Deux courants religieux existent : le culte d'Utaki et le culte d'Hinukan. Le premier culte est de type chamanique pratiqué par les noro. Il consiste dans la vénération des divinités et des ancêtres. Le second culte est de type domestique pratiqué par les femmes. Il s'agit d'attirer l'attention des divinités domestiques afin de protéger l'habitation et ses habitants.

### Mythe fondateur des îles Ryūkyū
Un mythe est une histoire traditionnelle qui tente d'expliquer la raison de la présence de l'homme sur Terre et la vie.
« Au commencement, l'Empereur Céleste (天帝), qui vivait dans le Gusuku (天城) céleste, regarda sur la Terre et vit qu'il n'y avait aucune île. Il ordonna alors à Amamikyu de créer l'îles Ryūkyū, qui lui demanda les matériaux nécessaires. Alors, l'Empereur Céleste envoya Shinerikyu (志仁禮久) apporter à la déesse de l'herbe, des arbres. Ceci fait, elle descendit sur Terre et arriva sur l'île d'Okinawa, au lieu-dit de Seifa-utaki, et construisit les châteaux de Tamagusuku et Chinen. Elle demanda à nouveau à l'Empereur Céleste les matériaux nécessaires afin de créer des humains, mais les autres dieux ne voulaient pas descendre. Elle devint alors enceinte de Shinerikyu et peupla l'archipel. À ce moment, le peuple habitait dans les cavernes, mangeait les fruits et buvait le sang des animaux. Amamikyu monta pour la troisième fois au ciel et reçut les semences des cinq céréales qu’elle sema dans les îles et, avec les récoltes, elle célébra la fête du ciel, de la terre et des dieux. Mais à mesure que le temps passait, les dieux-gardiens disparurent et les calamités commencèrent de s’abattre sur le pays. » Après plusieurs générations, Tentei vit le jour et partagea les îles entre ses cinq enfants : l’aîné, Tenson, devint le premier roi de Ryūkyū ; le fils cadet devint le premier seigneur féodal ; le troisième fils le premier fermier ; la fille aînée devint la première noro royale et la seconde devint la première noro du village. »

## Divinités et rituels

### Kami
Un kami (神) est un esprit ou une« concentration d’énergie spirituelle ». Il existe différentes catégories d'esprits telle que les esprits malins, négatifs, errants, fantômes...
Quand une noro meurt, elle devient le contenant de sa grande énergie et par là-même devient un kami. Les esprits négatifs sont souvent considérés comme des « fantômes ». Généralement ce sont les esprits de ceux qui eurent une mort horrible ou qui ne reçurent pas de sépulture correcte.
D’autres esprits malins se dissimulent sous une forme entre dieux et esprits des morts : ces esprits sont supposés être irrités ou fâchés par la présence humaine. Ils sont responsables d’accidents, de maladies, voire de morts causées par la proximité des habitations.

### Kamiplus ou moinsdomestiques
Le hinukan (ヒヌカン) est un esprit terrestre symbolisé par trois petites pierres. Il habite généralement dans la cuisine ; c’est un dieu du feu, chargé de sa bonne conservation : son culte est organisé par la matriarche. Par extension un hinukan de la communauté est le gardien du feu sacré communal dont le culte est organisé par la noro locale. Lorsqu’il habite la maison familiale, l'hinukan n’a pas de domicile propre et ne quitte le foyer que pour retourner chez lui célébrer la Nouvelle Année solaire. Il peut être comparé à Kamuy Huci, déesse du foyer dans la religion des Aïnou.
Le fuuru nu kami (litt. dieu des toilettes) est le protecteur familial de la zone des déchets, des déjections des cochons et des humains. Lorsque ce dieu bienveillant est absent, l’endroit peut devenir maléfique et potentiellement hanté par un mauvais esprit. Comme fuuru nu kami est considéré essentiel à la bonne tenue de la maison, son habitat (la salle de bains et les toilettes) est nettoyé régulièrement ce qui est une marque de déférence à son égard ; des comptes-rendus familiaux réguliers lui sont d’ailleurs faits. Cet esprit est semblable à celui de la déesse des salles de bains en Corée, Cheukshin.
Les dieux les plus fréquemment invoqués sont clairement ceux de la maison, mais certains autres puissants dieux sont révérés par la communauté dans son entier ; de plus certaines créatures mythiques sont respectées sans être considérées comme des déités. Dans les communautés villageoises, le culte implique le plus souvent des déités marines ou montagnardes qui déterminent les succès ou échecs des cultures, de la pêche, du commerce, de la navigation : ces entités comprennent également des esprits cachés habitant des rochers, des arbres, des grottes, des cascades et sont respectés par les habitants. Des offrandes leur sont faites, il ne faut pas déplacer tel rocher, entrer dans telle grotte ou couper tel arbre, etc.
Certains ancêtres très anciens ou très puissants de leur vivant sont promus au rang de déité et leur esprit demeure dans un utaki : c’est en général un bosquet, une cascade, une grotte située près du village, dont l’accès est souvent limité et le caractère sacré toujours respecté. La partie la plus sacrée d’un utaki est l’ibi et ses environs (ibi nu mae) : seules les noro peuvent entrer dans l’ibi pour faire des offrandes et dire des prières dans l’ibi nu mae. L’utaki le plus célèbre et le plus sacré des Ryūkyū est Sefa-utaki situé sur Okinawa en face de Kudaka-jima : la légende explique que la déesse Amamikyu, qui a donné naissance aux îles de l’archipel, y serait descendue du ciel ; depuis cet espace sacré les gens priaient en se tournant vers Kudaka-jima. L’intronisation de la grande prêtresse de la Cour de Shuri, la kikoe-ōgimi, se déroulait ici. Kudaka est également le site de plusieurs utaki, de même que les environs du château de Nakijin ainsi que ceux de Gusukuyama (Ie-shima).

### Buchidan

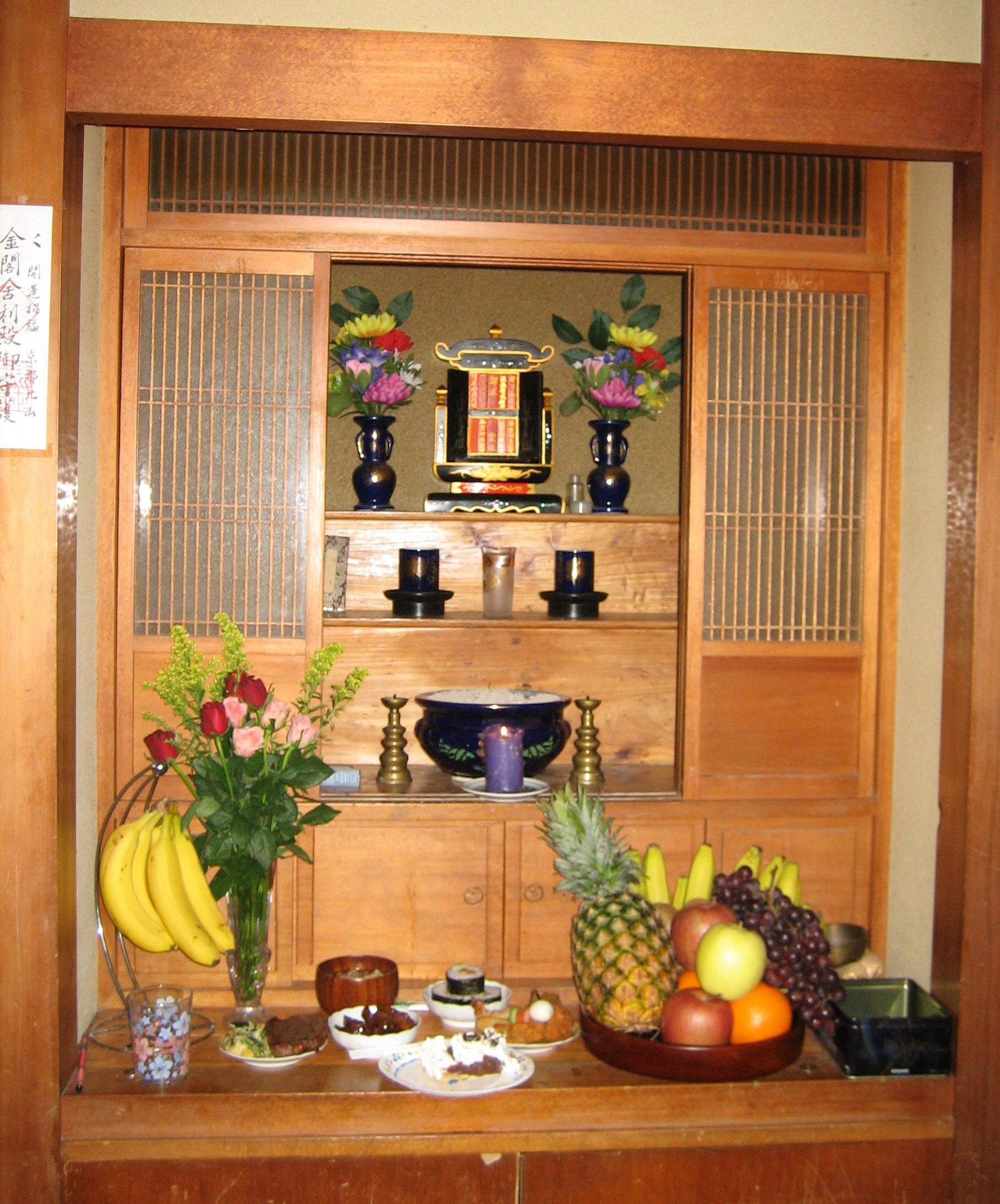
Buchidan des îles Ryūkyū

Le buchidan (仏壇, litt. étagère du Bouddha) est un autel dans les temples et les maisons. C’est un espace, habituellement un petit meuble, dédié à l’autel familial, au Bouddha et à diverses inscriptions rappelant les noms des ancêtres auxquels de l’encens et de l’alcool sont offerts. Dans l'archipel Ryūkyū, le buchidan n’abrite pas de statue du Bouddha comme dans le reste du Japon mais uniquement des tablettes sur lesquelles sont inscrits les noms des ancêtres de la famille. Le buchidan se transmet de génération en génération, de premier fils en premier fils mais seulement s’il a hérité de la maison paternelle ; il sert pour les réunions familiales lors des périodes festives comme le nouvel an ou O bon. Habituellement le buchidan reçoit des offrandes d’encens, de thé, d’eau et de riz cuit ; durant les fêtes on rajoute des fruits, du sucre et des gâteaux de riz : pendant cette période les familles offrent parfois de l’alcool (sake ou awamori).

### Mabui
Le mabui (まぶい) est un concept ryukyuan mélangeant les concepts d’âme et de mana. L’âme dans de nombreuses traditions est immortelle, de même que le mabui qui est également une caractéristique de l’individu. Le mabui d’un mort peut s’accrocher à un vivant, exigeant alors un rituel de séparation (マブイー沸かし, mabui-wakashi) ou nécessitant un déplacement de l’endroit de la mort vers l’endroit du repos (suukaa). Dans le cas d’une mort subite, un rituel complexe se déroule pour séparer le mabui de là où il s’est accroché vers un endroit où il pourra demeurer.
Tout d’abord des prières sont adressées aux ancêtres et aux dieux du foyer puis on visite le lieu où la perte se serait produite ; une offrande d’encens et de fruits aux ancêtres est effectuée ainsi que des prières de remerciement : trois pierres de l’endroit en question sont alors attachées à un vêtement porté pendant la perte et rapportées avec des boules de riz en offrande à la maison par la matriarche. Si le cas est particulièrement inquiétant, une yuta peut être requise comme intermédiaire. Uchatoù-mintoù protège des pertes de mabui ainsi que de la possession par des esprits étrangers (kakaimun) : le matin on doit offrir de l’eau et du thé aux dieux du foyer accompagnés de prières pour une bonne journée.

## Créatures
Le kijimuna ou bunagaya (きじむなあ) est une créature magique d’Okinawa : le kijimuna est un lutin qui ressemble à un jeune garçon aux cheveux rouges qui aurait l’apparence d’une poupée troll… Certains disent que seuls les enfants ou les gens dont le cœur est pur peuvent le voir. Il peut être accompagné par du feu et vit en haut des banians (gajumaru), ils sont spécialement présents dans la région de Yomitan où leurs représentations peuvent être vues en de nombreux endroits. Ils peuvent vous aider mais changent fréquemment d’idée, ils aiment pêcher et manger du poisson, ils sont associés aux arbres de manière générale.
Une autre créature, représentée en poterie sur la plupart des toits d’Okinawa, sont les shīsā utilisés pour leur capacité à éloigner le mal des maisons. C’est une représentation modifiée des komainu que l'ont trouve sur les autres iles de l'archipel japonais ou des lions gardiens que l’on trouve à l’entrée des temples chinois.
Représentants du pouvoir de l’Océan on trouve les dragons (リュウ, ryū) qui apparaissent souvent dans les légendes ryukyuanes. Par exemple dans l’Iro-Setsuden (recueil de contes compilé au XVIIIe siècle), les dragons montrent des pouvoirs semblables à ceux des dieux et vivent dans leur propre royaume sous-marin. Cette conception semble provenir de Chine également.

## Intervenants

### Kaminchu
Les kaminchu (カミンチュ) (okinawaïen : kamigutsu ; japonais : kannushi) sont des personnes spécialisées dans les rituels magiques et religieux. Leur rôle social correspond à celui d’un chaman, agissant suivant ses qualifications et servant de médium pour toutes sortes d’activités mystiques ainsi que de médiateurs entre esprits matériels et immatériels.
Bien qu’ils puissent accompagner le transfert du mabui d’un mort, ils ne peuvent guider un esprit en dehors du monde réel vers l’au-delà. Dans la langue d’Okinawa, shiji représente la capacité de ressentir et contrôler le pouvoir des ancêtres-kami ainsi que de communiquer avec eux.

### noro/Nūru
La noro (祝女, ノロ)(okinawaïen : nūru) est une prêtresse qui parle avec le monde magique et les kami. La noro leur fait des offrandes pour communiquer et qui parfois peuvent les apaiser.
Les obligations principales d'une noro consistent à assurer les offices et à organiser les célébrations et les rituels. Les cérémonies se déroulent dans des lieux sacrés, habituellement un bosquet (ong), une grotte ou en mer. La prêtresse y récite des formules de conjuration magique. Elle est généralement assistées par deux hommes (guji okkan) qui battent le tambour rituel.

#### Rôles
Les noro procèdent aux rituels divinatoires destinés à déterminer les meilleurs jours pour les cérémonies sacrées, pour les rites sociaux (mariages, décès) et pour les activités agricoles. Un lopin de terre (niigami) était réservée à la noro du village, en général sœur du chef (nitchu) de la plus vieille (ou plus puissante) famille de la communauté (niiya). La noro devait rester vierge ; elle était assistée par une fille de chaque maisonnée pour ses activités religieuses. Les symboles de sa fonction sont les vêtements blancs en fibre de bananier et les colliers de magatama, pierres sacrées en forme de virgule.
Sur les îles plus petites, des traditions spécifiques survivent comme sur Kudaka où la population considère que toutes les femmes entre 31 et 70 ans peuvent être noro ; le rite d’initiation destiné aux femmes entre 31 et 40 ans, izaiho, se tenait tous les douze ans : à cause du manque de femmes de cet âge, le dernier véritable rituel s’est déroulé en 1978.
Au fil du temps les noro devinrent davantage prêtresses que reines, bien qu’elles aient gardé une influence politique non négligeable : elles finirent par être appointées comme autorités religieuses à partir du roi Shō Shin (vers 1480). Ces nominations se firent d’abord dans les puissantes familles locales pour desservir leurs sites sacrés à travers toute l’île d’Okinawa avant d’être utilisées dans les autres groupes d’îles, Miyako et Yaeyama : le but était de contrôler les centres de pouvoir indépendants à travers les noro.

##### Kikoe-ōgimi
La kikeo-ōgimi (聞得大君, litt. princesse à l'écoute) servait comme prêtresse du royaume et de la famille royale. Elle dirigeait les cérémonies nationales, surveillait toutes les autres noro et entretenait le foyer royal ainsi que les utaki les plus sacrés. Le rituel d'intronisation uarauri (御新下り) d'une nouvelle kikoe-ōgimi se déroulait à Seifa-utaki, cérémonie symbolisant le mariage sacré d'Amamikyu et de Shinerikyu. Il confèrait à la kikoe-ōkgimi la force de supporter le kimitezuri (君手摩). Une fois nommée la kikoe-ōgimi gardait son poste jusqu'à sa mort. Le rôle de kikoe-ogimi a été supprimé en 1879, lors de l'annexion des Ryūkyū par le Japon, la dernière d'entre elles a conservé son poste jusqu'à son décès en 1944.
Le souverain de Ryūkyū gouvernait accompagné de la noro principale (souvent une de ses sœurs ou tantes), appelée kikoe-ōgimi. Celle-ci l'accompagnait tous les ans faire le tour des principaux utaki, la procession se terminant à Sefa-utaki où les hommes n’avaient pas le droit d’entrer.
En 1677, le roi qui souhaitant affirmer son pouvoir personnel, envoya un fonctionnaire pour le remplacer dorénavant et rétrograda la kikoe-ōgimi du premier au troisième rang protocolaire, la plaçant même en dessous de son épouse.

### Yuta
Les yuta ou sanjinsou (ユタ, litt. « détecteur ») également appelés monoshiri à Yonaguni (litt. « celui qui sait ») ou encore kami-gakariya à Miyako (litt. « celui qui est comme une maison pour les dieux ») sont des chamanes hommes ou femmes, mais 95 % des yuta sont des femmes. Elles affirment posséder un don spécial pour communiquer avec les morts.
Le terme yuta était à l’origine péjoratif, dérivé de tokiyuta ou « celui qui se fait des illusions » ; par ailleurs depuis la réunification du royaume au cours du XVe siècle, on décourageait ces pratiques qui étaient d’ailleurs souvent réprimées.
Les yuta étaient employés dans des cas de troubles psychiques ou en prévention. Bien que les noro soient les guides officiels de la communauté, les yuta agissent plus près des familles et des clients individuels pour déterminer quelles circonstances spirituelles ont amené ou amèneront la santé ou la maladie. Ils communiquent alors avec les esprits des morts afin de déterminer ce qui peut ramener l’harmonie dans la vie de leurs clients ; à cause de ce don d’interagir avec les ancêtres et de résoudre les problèmes du quotidien, les yuta sont probablement les kaminchu les plus influents actuellement, respectés et un peu craints.
Elles utilisent certaines techniques comme l’analyse des rêves, la connaissance de cas historiques en combinaison avec la relation aux esprits. Elles agissent souvent comme conseillères, réglant des problèmes familiaux qui peuvent durer depuis des générations en discutant simultanément avec les membres vivants ou avec les morts de la famille. Les problèmes traités peuvent aller d’une piètre performance scolaire d’un enfant à l’alcoolisme d’une personne résultant de la négligence de certains ancêtres.

## Objets et amulettes
Divers objets magiques existent aux Ryūkyū : les amulettes sont appelées munnukimun ; les plus fréquemment achetées proviennent des temples shintō tels que des charmes de chance ou de bonne santé, les autres sont davantage liées aux croyances locales.
- Sangwaa (susuki, Miscanthus sinensis, sorte de roseau ; herbe nouée porte-bonheur). D’après la légende un vieux pêcheur du nord d’Okinawa revint à la maison une nuit avec un gros panier rempli de poissons. Il cuisina son souper mais des fantômes apparurent et mirent leurs mains dans la nourriture ; quand il commença à manger, il eut une terrible diarrhée. Ceci se reproduisit nuit après nuit jusqu’à ce qu’il fabrique un san ou sangwaa, deux bouts d’herbe pliées et nouées entre elles au milieu. Les fantômes ne voulurent plus toucher à la nourriture protégée par l’objet et il put profiter de son repas en paix. Traditionnellement on mettait un san sur le cercueil d’un mort afin de le protéger et l’aider à passer dans le monde spirituel des ancêtres. Même aujourd’hui cet objet peut être employé de diverses manières comme protection contre le mal et dans le cas de cadeaux alimentaires, protéger contre la pourriture (Okinawa Folk Stories, 46–54).
- Les ishiganto sont les inscriptions portées sur des tablettes-talisman qui sont disposées dans divers endroits stratégiques pour protéger des maléfices et des esprits indésirables. Ils sont généralement de forme rectangulaire, les inscriptions écrites verticalement ; dans de rares occasions le rectangle peut être placé horizontalement. L’origine semble chinoise, ces tablettes étaient généralement placées aux quatre routes d’une intersection, aux trois routes d’une intersection en forme de T ou à la fin d’une route. On pensait que les esprits ne pouvaient se déplacer qu’en ligne droite ou le long des routes, les tablettes étaient supposées les empêcher de tourner… En bout de route l’ishiganto arrêtait le mauvais esprit : de nombreuses maisons en bord de route ont encore leurs ishiganto.
- Des branches de mûrier sont souvent offertes en août pour protéger des mauvais esprits.
- Akufugeshi sont réalisés à l'aide de coquillages et suspendus près de l'étable, toujours comme protection.
- Shakogai sont fabriqués avec des coquilles de clam géant et posés près des murs et aux angles, toujours comme protection. On peut en voir sur Miyagi[1], Ikei[2], and Tsuken[3] Islands.
- Gen est une herbe nouée à l'angle d'une maison.
- Du sel est souvent posé aux angles et aux portes des maisons.

## Société

### Le mariage
Le mōasibi (litt. amusement des champs) était une coutume répandue dans tout l’archipel qui permettait aux garçons et aux filles à partir de 14-15 ans d’aller se divertir ensemble dans les champs la nuit tombée, surtout l’été quand il y avait moins de travail. Au cours de ces réunions, propices aux rapports sexuels, se formaient généralement les couples : les promis dansaient et chantaient en général seuls puis ensemble mais on ne touchait pas à la promise d’un autre. Ces chants à voix alternées garçons-filles (guiku-bushi) accompagnés d’une danse collective font maintenant partie du folklore ryūkyūan et sont produits dans des spectacles.
Quand il y avait promesse de mariage, les jeunes gens couchaient librement l’un avec l’autre : si un enfant était conçu sans qu’il y ait ultérieurement mariage, il était envoyé à son père vers 3-4 ans. Un jeune homme qui venait chercher une jeune fille d’un autre village devait subir diverses brimades et surtout payer une somme d’argent (éventuellement en sake) aux jeunes hommes du village de la fille. Toutes ces pratiques furent sévèrement réprimées par les autorités japonaises après 1872 et disparurent vers 1930.

### La naissance
Voici le rite de naissance tel qu’il était pratiqué à Kudaka (il y a diverses variantes suivant les endroits de l’archipel) : pendant une semaine personne n’était autorisé à entrer dans la maison de l’accouchée, un feu était entretenu à côté du lit. Cette dernière se purifiait avec de l’eau froide ; la famille s’agitait et faisait du bruit, si bien que ni la mère ni l’enfant ne pouvaient dormir ! Le sixième jour c’était la fête de sortie de couches (relevailles) : le feu à côté de la mère était éteint, l’enfant présenté au kami du foyer et on procédait au choix de son nom devant le buchidan ou devant les dieux de l’utaki. Le placenta était placé dans une natte de paille et suspendu à un arbre à côté de la maison : si on déménageait la famille l’emmenait avec elle (ailleurs c’est le cordon ombilical qui était conservé).
La tête de l’enfant était lavée chaque jour pendant une semaine avec du blanc d’œuf ; aussitôt après le premier lavage, la mère faisait une brassée de paille dans laquelle elle mettait du charbon de bois brûlant et sortait : elle fabriquait alors un petit arc et une flèche au bout de laquelle elle fichait un clou ou une pointe de fer, puis mettait son pagne sur la tête laissant son visage découvert, mettait la brassée de paille avec le feu devant elle, tournait le visage de l’enfant vers le soleil et tirait trois fois avec l’arc et la même flèche. Elle hachait la paille, rentrait chez elle avec l’enfant, le couchait sur une natte, mettait son pagne sur lui pour chasser les démons et faisait marcher un crabe sur le dos de l’enfant…

### La mort

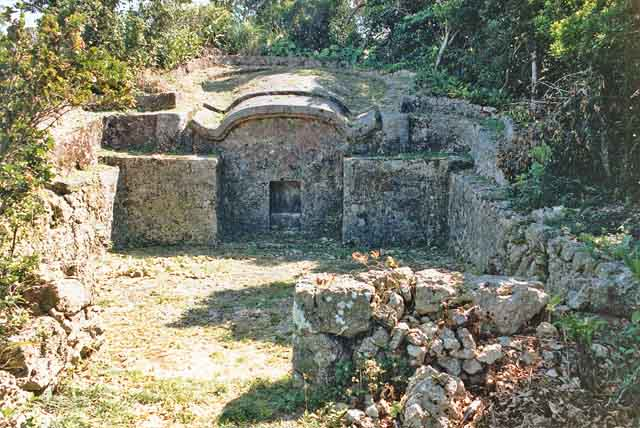
Un haka, tombe familiale du type dos-de-tortue.

Traditionnellement des réunions de la famille étendue sont faites sur le haka. Les tombes les plus usuelles parmi les familles aisées ressemblent à des maisons avec une cour, des inscriptions avec les noms de la famille et un porche sur lequel sont faites les offrandes. Dans plusieurs régions on trouve des tombes dont le toit est en forme de « dos de tortue » (kamekokata) que les Okinawans trouvent d’ailleurs davantage ressemblantes à un ventre de femme enceinte : le mort « retourne à l’origine ».
À l’intérieur de la tombe se trouvent les restes (funishin) de plusieurs générations. La trente-troisième année après la mort est particulièrement importante : à ce moment le défunt est supposé avoir trouvé sa place parmi tous ses ancêtres dans l’au-delà. Une réunion familiale est alors organisée, diverses offrandes sont faites aux ancêtres et un pique-nique se déroule avec toutes les personnes présentes. En général le plus âgé des mâles de la famille a la responsabilité de l’entretien de la tombe, voire la création d’une nouvelle tombe s’il y a déjà trop d’occupants ou si elle est trop abimée.
Le mort ne peut être transformé en esprit ancestral uniquement après un long et intense processus réalisé à toutes les étapes de l’inhumation par ses proches ou les personnes les plus touchées par sa mort. Un travail régulier, coordonné et précis, réalisé en plusieurs fois produit la complète transformation de la dépouille dans laquelle l’esprit du mort devient un ancêtre avec tout son potentiel d’interaction avec les vivants. Plusieurs de ces pratiques tel le lavage du corps, la veillée mortuaire, les cérémonies commémoratives régulières, ressemblent à celles du Japon, néanmoins, jusqu’à récemment, le rituel mortuaire okinawaïen se distinguait par le senkotsu (litt. lavage des os), le nettoyage des os, qui en était une particularité jusqu’à la fin des années 1980 où eut lieu le dernier rituel officiel répertorié.
Comme dans le reste du Japon, la crémation est aujourd'hui très largement majoritaire, même si la mémoire de cette ancienne pratique reste vivace et est peut-être encore pratiquée dans diverses petites îles ou des villages éloignés de Naha.
Après la mort, le cercueil contenant le corps du mort était placé au centre de la tombe et la porte scellée. Durant cette première étape de l’enterrement, l’esprit (mabui) restait accroché aux restes humains et était confiné aux environs immédiats du caveau. Étant présent dans les deux mondes, matériel et spirituel, son comportement était imprévisible. Parfois, durant les trois ou sept années suivantes, le cercueil était extrait de la tombe familiale et apporté dans l’enceinte où la famille proche était rassemblée, éventuellement avec une noro, puis retournait dans sa maison.
Au bout d’une période de trois, cinq, sept ou treize ans suivant les coutumes locales, le cercueil était ouvert, on détachait les os du cadavre et on les grattait sans utiliser de couteau : parfois il fallait retirer des restes de chair avec les dents. Une fois ceci fait tous les os du corps étaient nettoyés, rangés méticuleusement et mis dans une jarre avec le crâne posé par-dessus et le couvercle scellé, la jarre posée sur une étagère dans la tombe. Les époux étaient mis dans la même jarre, les enfants de moins de six ans allaient avec leurs grands-parents. Enfin, au bout de 25 ou 33 ans, suivant la coutume locale, le mort devenait kami, les os étaient ressortis de leur jarre et rangés avec les os d’autres squelettes afin de libérer de la place dans la tombe. Quand il n’y avait pas de tombe on laissait les jarres à l’air libre sous un « toit de paille' »[à vérifier].
À Kudaka-jima on posait les cercueils en face de l’océan, loin des habitations, sans les enterrer : au bout de treize ans les os étaient propres ; on ne parle plus alors pour l’âme de mabui mais de tamashii car l’âme était montée au ciel ; le mabui quant à lui, est devenu propre mais est resté avec les vivants. Finalement au bout de trente-trois ans le mort a rejoint ses ancêtres et la puissance de son esprit a pris toute sa dimension.